# قصعين بنفسجي
قصعين بنفسجي (الاسم العلمي:Salvia violacea) هو نوع غير مؤكد من النباتات يتبع جنس القصعين من الفصيلة الشفوية.